# Избори за одборнике Скупштине града Београда 2018.
Избори за одборнике Скупштине града Београда 2018. одржани су 4. марта 2018. године. Избори су морали да буду расписани до краја фебруара 2018. године, јер тада истиче мандат актуелној Скупштини града. Странке и коалиције су се кандидовале за 110 места у Скупштини, са изборним цензусом од 5% који је неопходан за освајање мандата.

## Позадина
Садашња Скупштина града изабрана је 2014. године, након што је Драгану Ђиласу, тадашњем градоначелнику, изгласано неповерење, а заменило га је Привремено веће, које је предводио Синиша Мали, тада независна странка коју је подржала Српска напредна странка (СНС). Након избора, састав Скупштине је значајно промењен, пошто је Демократска странка (ДС) изгубила значајан број мандата, док је коалиција СНС добила већину. Овим изборима је окончана деветогодишња владавина Демократске странке у Београду.
Синишу Малог је Скупштина града изабрала за градоначелника 24. априла 2014. године. Током његовог мандата започео је пројекат Београд на води, велики урбанистички пројекат, иако обележен бројним протестима локалног становништва. Кључни моменат у мандату Синише Малог било је рушење градског блока како би се направио простор за пројекат Београда на води. То је изазвало масовне демонстрације у граду, и замало довело до оставке Малог на ту функцију. Међутим, уз подршку тадашњег премијера Александра Вучића, Мали је задржао своју функцију и завршиће свој мандат градоначелника, мада је и даље било неизвесно да ли ће бити кандидат за градоначелника на предстојећим изборима.
Још није јасно како ће се опозиционе странке организовати за изборе, али анкетари воде анкете као да постоји релативно јединствен опозициони фронт против владајућих партија, са изузетком Шапића, који је актуелни председник општине Нови Београд, који изјавио да га не интересују предизборне коалиције, те да ће се такмичити сам. Осим тога, владајуће странке такође нису откриле да ли ће (СНС и СПС) формирати изборну коалицију, или ће се посебно такмичити.
Драган Ђилас је изјавио да ће ући у трку за градоначелника Београда и прикупио подршку ПСГ, НС и других опозиционих организација. Истовремено, ДС још не жели да подржи свог бившег председника, али странка остаје отворена за ту опцију након избора. ДС је пристао да формира изборни савез са СДС-ом, странком бившег председника ДС-а Бориса Тадића, који је тада позвао на обнову Демократске странке. ДЈБ и Двери најавили су и коалицију у трци за посланичка места у Скупштини града.
С друге стране, организација грађана Не да(ви)мо Београд, у слободном преводу Нећемо дозволити да Београд овлада, која се 2015. године подигла од снажног противљења локалног становништва контроверзним урбанистичким и архитектонским пројектима попут Београда на води,   одлучио је да на локалним изборима учествује као група грађана.  Ова организација је добила подршку сличних грађанских група у другим европским земљама, посебно од градоначелнице Барселоне Аде Колау, затим Јаниса Варуфакиса и Загреб је НАШ из Хрватске. 
Градска изборна комисија доделила је дозволе за посматрање представницима Црте, Грађана на стражи, ЦеСИД- а и Јуком. Осим њих, изборе посматрају и представници партија, као и представници Изборне комисије. 
Према Закону о избору народних посланика, изборна тишина почиње у поноћ, 1. марта, и трајаће до 4. марта, када се затварају биралишта. Током овог периода забрањена је свака кампања, како би се одржало слободно окружење за гласање. 

## Изборни систем
Бирачи у Београду одређују састав Скупштине града, која бира градоначелника. То значи да градоначелника само посредно бирају бирачи. У Скупштину могу ући само странке које достигну изборни цензус од 5%, иако је то изостављено за мањинске листе. Градоначелник може бити и не мора бити одборник Скупштине. Састав скупштине подлеже четворогодишњем изборном циклусу и има 110 места, распоређених по Д'Онтовом систему.
На овим изборима право гласа има 1.606.693 бирача који гласају на 1.185 бирачких места широм градског округа.

## Изборне листе
Следе списак изборних листа у главном граду које је прогласила Градска изборна комисија: 
| Број листе | Назив листе |
| ---------- | --- |
| 1          | АЛЕКСАНДАР ВУЧИЋ – Зато што волимо Београд! |
| 2          | Др ВОЈИСЛАВ ШЕШЕЉ – СРПСКА РАДИКАЛНА СТРАНКА |
| 3          | ИВИЦА ДАЧИЋ – Социјалистичка партија Србије (СПС), ДРАГАН МАРКОВИЋ ПАЛМА – Јединствена Србија (ЈС)                                                        |
| 4          | ДА ОСЛОБОДИМО БЕОГРАД – Демократска странка (ДС), Социјалдемократска странка (СДС), Нова странка (НОВА) и Зелена еколошка партија – Зелени (ЗЕП – Зелени) |
| 5          | АЛЕКСАНДАР ШАПИЋ – ГРАДОНАЧЕЛНИК |
| 6          | „Шта радите бре – Марко Бастаћ ” |
| 7          | ДОСТА ЈЕ БИЛО И ДВЕРИ – ДА ОВИ ОДУ, А ДА СЕ ОНИ НЕ ВРАТЕ                                                                                                  |
| 8          | ДР МИЛОШ ЈОВАНОВИЋ – ДЕМОКРАТСКА СТРАНКА СРБИЈЕ |
| 9          | ЗЕЛЕНА СТРАНКА СРБИЈЕ |
| 10         | Београд има снаге – ЗАВЕТНИЦИ |
| 11         | Драган Ђилас – Београд одлучује, људи побеђују! |
| 12         | „ИНИЦИЈАТИВА НЕ ДАВИМО БЕОГРАД - ЖУТА ПАТКА - ЧИЈИ ГРАД, НАШ ГРАД - Ксенија Радовановић”                                                                  |
| 13         | РУШКА СТРАНКА – МИЛЕ МИЛОШЕВИЋ |
| 14         | ПРЕДРАГ МАРКОВИЋ – ПОКРЕТ ОБНОВЕ КРАЉЕВИНЕ СРБИЈЕ |
| 15         | др Муамер Зукорлић – Странка правде и помирења |
| 16         | ЗЕЛЕНА СТРАНКА – Какав Београд желиш? Мисли |
| 17         | Републиканска странка – Републиканус парт – Никола Сандуловић                                                                                             |
| 18         | ЈЕДИНСТВЕНА СТРАНКА ПРАВДЕ (ЈСП) – ЈЕКХУТНО ЋИДИМОС ЧАЋИМАСКО (ЈЋЧ)                                                                                       |
| 19         | ЗА БЕОГРАД – БЕОГОНДОЛА – САОБРАЋАЈ, УРБАНИЗАМ, ТУРИЗАМ – НОВА РЕШЕЊА, КОНКРЕТНИ ПРОЈЕКТИ – ЈОВАН РАНЂЕЛОВИЋ                                              |
| 20         | НИЈЕДАН ОД ПОНУЂЕНИХ ОДГОВОРА |
| 21         | Грађанска Страна Грка Србије – Василиос Провелеггиос |
| 22         | ДОСТА ЈЕ БИЛО ПЉАЧКЕ, КОРУПЦИЈЕ И ЛОПОВЛУКА – Радуловић Милорад                                                                                           |
| 23         | Либерално демократска партија – ЛДП – Чедомир Јовановић                                                                                                   |
| 24         | Љубиша Прелетачевић БЕЛИ – Зато што волимо БЕОГРАД |

## Анкете
Највећи проценат у свакој анкети је приказан подебљаним словима, а позадина је осенчена бојом водеће странке. У случају да постоји кравата, ниједна фигура није осенчена. Водећа колона са десне стране показује разлику у процентима између две стране са највећим бројем. Када одређена анкета не приказује податке за странку, ћелија странке која одговара тој анкети се приказује празна. Резултати анкете користе датум када је теренски рад обављен, а не датум објављивања. Међутим, ако је тај датум непознат, уместо њега ће бити наведен датум објављивања.
| Резултати                                        | Резултати      | Резултати | 44,99 | 6,13  | 2,25  | 1,12 | 18,93          | 9,01           | 2,34 | 3,89 | 3,89 | 11,34 | 26,06 |  |  |  |  |  |
| Ipsos                                            | 1. мар         | ?         | 44,1  | 5,8   | 3,9   | -    | 13,4           | 7,9            | 4    | 3,9  | 3,9  | 8,3   | 30,7  |  |  |  |  |  |
| Večernje Novosti                                 | 28. феб        | ?         | 43,1  | 6,7   | 4,8   | -    | 13,9           | 7,6            | 4,4  | 4,3  | 4,3  | 7,8   | 29,2  |  |  |  |  |  |
| Alo                                              | 25. феб        | ?         | 43    | 6,2   | 4,5   | -    | 13,2           | 10,1           | 4    | 5,0  | 5,0  | ?     | 29,8  |  |  |  |  |  |
| NSPM                                             | 26. јан–3. феб | 1,200     | 38,1  | 6,2   | 3,9   | 1,0  | 19,0           | 15,2           | 3,8  | 5,0  | 5,0  | 7,8   | 23,8  |  |  |  |  |  |
| Faktor plus                                      | 23–29. јан     | 1,200     | 40,4  | 6,6   | 7,2   | 2,1  | 16,6           | 11,1           | 3,5  | 5,2  | 5,2  | 7,3   | 23,8  |  |  |  |  |  |
| Ninamedia                                        | 3–16. јан      | 1,208     | 37,2  | 7,5   | 9,6   | 1,4  | 14             | 9,2            | 6,1  | 9,9  | 9,9  | 5,1   | 23,2  |  |  |  |  |  |
| NSPM Архивирано на веб-сајту (17. новембар 2018) | 24. дец–4. јан | 1,200     | 39,8  | 39,8  | 2,5   | -    | 23,8           | 18,6           | 3,1  | 4,4  | 4,4  | 7,8   | 16    |  |  |  |  |  |
| 2018                                             |                |           |       |       |       |      |                |                |      |      |      |       |       |  |  |  |  |  |
| Faktor plus                                      | 15–25. дец     | 1,200     | 39,1  | 5,8   | 6,8   | -    | 15,6           | 15             | 3,5  | 5,7  | 5,7  | 8,5   | 23,5  |  |  |  |  |  |
| Faktor plus                                      | 28. нов–5. дец | 1,000     | 39    | 5,9   | 5     | -    | 16             | 16             | 2,5  | 5,3  | 5,3  | 10,3  | 23    |  |  |  |  |  |
| NPSM                                             | 1–10. нов      | 1,200     | 30,9  | 5,5   | 2,2   | -    | 28,3           | 16,8           | 3,6  | 5,8  | 5,8  | 6,9   | 2,6   |  |  |  |  |  |
| NPSM                                             | 25–30. сеп     | 1,100     | 33,8  | 5,5   | 2,3   | -    | 27,7           | 16,1           | 3,6  | 4,8  | 4,8  | 6,2   | 6,1   |  |  |  |  |  |
| 2017                                             |                |           |       |       |       |      |                |                |      |      |      |       |       |  |  |  |  |  |
|                                                  |                |           |       |       |       |      |                |                |      |      |      |       |       |  |  |  |  |  |
| Избори 2014.                                     | 16. Март 2014  | N/A       | 43.62 | 11,49 | 15,70 | 6,39 | Нису постојали | Нису постојали | 2,02 | 3,74 | 2,06 | 14,57 | 27,92 |  |  |  |  |  |
|                                                  |                |           |       |       |       |      |                |                |      |      |      |       |       |  |  |  |  |  |

## Резултати
| Поредак | Ред. бр. | Изборна листа | Гласова | %      | Мандата |
| ------- | -------- | --- | ------- | ------ | ------- |
| 1.      | 1.       | Александар Вучић — Зато што волимо Београд! | 366.461 | 44,99% | 64      |
| 2.      | 11.      | Драган Ђилас - Београд одлучује, људи побеђују! | 154.147 | 18,93% | 26      |
| 3.      | 5.       | Александар Шапић - Градоначелник | 73.425  | 9,01%  | 12      |
| 4.      | 3.       | Ивица Дачић – Социјалистичка партија Србије (СПС), Драган Марковић Палма – Јединствена Србија (ЈС)                                                        | 49.895  | 6,13%  | 8       |
| 5.      | 7.       | Доста је било и Двери - Да ови оду, а да се они не врате                                                                                                  | 31.682  | 3,89%  | 0       |
| 6.      | 12.      | Иницијатива Не давимо Београд - Жута патка - чији град, наш град - Ксенија Радовановић                                                                    | 28.017  | 3,84%  | 0       |
| 7.      | 2.       | др Војислав Шешељ - Српска радикална странка | 19.094  | 2,34%  | 0       |
| 8.      | 24.      | Љубиша Прелетачевић Бели - Зато што волимо Беловград | 19.013  | 2,33%  | 0       |
| 9.      | 4.       | Да ослободимо Београд – Демократска странка (ДС), Социјалдемократска странка (СДС), Нова странка (НОВА) и Зелена еколошка партија – Зелени (ЗЕП – Зелени) | 18.286  | 2,25%  | 0       |
| 10.     | 8.       | др Милош Јовановић - Демократска странка | 9.084   | 1,12%  | 0       |
| 11.     | 10.      | Београд има снаге - Заветници | 5.301   | 0,65%  | 0       |
| 12.     | 14.      | Предраг Марковић - Покрет обнове Краљевине Србије | 4.291   | 0,53%  |         |
| 13.     | 6.       | Шта радите бре - Марко Бастаћ | 3.604   | 0,44%  |         |
| 14.     | 9.       | Зелена странка Србије | 3.349   | 0,41%  |         |
| 15.     | 13.      | Руска странка - Миле Милошевић | 3.040   | 0,37%  |         |
| 16.     | 16.      | Зелена странка - Какав Београд желиш? Мисли | 2.695   | 0,33%  |         |
| 17.     | 23.      | Либерално демократска партија - ЛДП - Чедомир Јовановић                                                                                                   | 1.955   | 0,24%  |         |
| 18.     | 20.      | Ниједан од понуђених одговора | 1.498   | 0,18%  |         |
| 19.     | 21,      | Грађанска странка Грка Србије - Василиос Провелеггиос | 1.493   | 0,18%  |         |
| 20.     | 15.      | др Муамер Зукорлић - Странка правде и помирења | 1.402   | 0,17%  |         |
| 21.     | 22.      | Доста је било пљачке, корупције и лоповлука - Радуловић Милорад                                                                                           | 1.113   | 0,14%  |         |
| 22.     | 17.      | Републиканска странка - Republikánus párt – Никола Сандуловић                                                                                             | 1.108   | 0,14%  |         |
| 23.     | 19.      | За Београд - Беогондола - саобраћај, урбанизам, туризам - нова решења, конкретни пројекти - Јован Ранђеловић                                              | 823     | 0,10%  |         |
| 24.     | 18.      | Јединствена странка правде (ЈСП) - JEKHUTNO ĆIDIMOS ČAĆIMASKO (JĆČ)                                                                                       | 385     | 0,05%  |         |
| —       | —        | Број и проценат неважећих гласачких листића | 12.969  |        |         |
| —       | —        | Број и проценат важећих гласачких листића | 801.161 |        |         |
| '       | —        | Излазност | 814.477 | 51,09% |         |
|         |          | Извор: Записник о раду Градске изборне комисије на утврђивању резултата избора за одборнике Скупштине града Београда                                      |         |        |         |

## Последице
Убедљива победа владајуће странке — СНС-а, значила је да ће ова странка одредити будућег градоначелника Града. Лидер странке и председник Србије Александар Вучић изјавио је да ће се сарадња његове странке у Градској власти са СПС-ом наставити још четири године.
С друге стране, некада доминантна странка у Београду — ДС, изгубила је сва места и неће бити заступљена у Скупштини града први пут од свог оснивања. Њени гласови су углавном добили Ђилас и Шапић, обојица бивши чланови странке.
На овим изборима су такође тешко поражене националистичке странке и покрети, попут СРС и Двери .